# Złoty puchar
Złoty puchar – pierwszy komiks autorstwa Janusza Christy z serii Kajko i Kokosz.

## O komiksie
Pierwotny tytuł – w gdańskiej popołudniówce „Wieczór Wybrzeża” – Złote prosię (pierwsza połowa lat 70.). Musiał on jednak wzbudzić zastrzeżenia cenzury, gdyż wkrótce potem ten sam komiks, wydrukowany w jednej z łódzkich gazet, nosił tytuł Złoto Mirmiła. W edycji zeszytowej usunięto nawet nazwę pucharu z dymków dialogowych. To pierwszy komiks Janusza Christy o wojach Kajku i Kokoszu.

## Fabuła komiksu
Za poradą zdrajcy szambelana książę Mirmił wygnał ciotkę Kokosza, Zielachę (czarownicę). Tymczasem w grodzie Mirmiła pojawia się kompania rycerzy spod znaku Czarnego Trójkąta, którzy obiecali księciu wybudować prawdziwy zamek. Czarne Trójkąty z pomocą szambelana kradną Złote Prosię – ulubiony puchar Mirmiła. Książę popada w depresję, gdyż tylko z niego miód mu smakuje. Kajko i Kokosz dowiadują się od ciotki Zielachy o całym  spisku szambelana i Wielkiego Kompana. Odzyskują puchar, ale powtórnie go tracą. Dochodzi do bitwy pod chatą Zielachy. Szambelan i Czarne Trójkąty wypowiadają otwartą wojnę Mirmiłowi. Traci on swój gród, ale – dzięki podstępowi ciotki Zielachy – przejmuje nowo wybudowany zamek. Mirmił, Kajko, Kokosz i jego ciotka wyruszają ze skargą do króla. Komiks kończy się „Sądem Bożym” – pojedynkiem Mirmiła i Wielkiego Kompana. Dzięki kolejnemu fortelowi Mirmił wygrywa. Po powrocie do zamku – odnajduje, w stercie falsyfikatów, swoje Złote Prosię.

## Charakterystyka komiksu
Komiks ten charakteryzuje nie tylko pełen perypetii scenariusz i zabawne dialogi. Brak w nim, w przeciwieństwie do późniejszych historyjek zeszytowych, czarów: ciotka Zielacha przedstawiona jest po prostu jako mądra kobieta, umiejętnie wykorzystująca swą wiedzę (nie tylko zielarską, ale także psychologiczną!) oraz ciemnotę zabobonnych przeciwników.

## Kolejne komiksy
W „Wieczorze Wybrzeża” ukazały się później jeszcze dwa czarno-białe komiksy Christy: Szranki i konkury (gdzie pojawił się rycerz Wit) oraz Woje Mirmiła (gdzie pojawił się zbój Łamignat, a ciotka Zielacha odmłodziła się).
Następne, już barwne (i coraz bardziej pełne czarów), komiksy o Kajku i Kokoszu zaczął drukować harcerski ogólnopolski periodyk „Świat Młodych” (wtedy to pojawili się Zbójcerze i Hegemon).